# Manuel Rius i Rius
Manuel Rius i Rius (Barcelona, 7 de juny de 1883 - Barcelona, 5 de maig de 1971) fou un polític català, fill de Francesc de Paula Rius i Taulet i segon marquès d'Olèrdola.

## Trajectòria
Manuel Francesc de Paula Bonaventura Rius i Taulet i Rius i Nogués, nom complet que apareixen en la seva inscripció de naixement, va néixer al carrer Fontanella de Barcelona. La seva mare fou Dorotea Rius i Nogués, natural de Vilafranca del Penedès.
Llicenciat en dret, el 1913 fou membre del Comitè d'Honor de l'Exposició Internacional Hidroelèctrica. Influït per Jaume Carner, abraçà el republicanisme i a les eleccions municipals de 1909 fou regidor de l'ajuntament de Barcelona pel Centre Nacionalista Republicà. Participà en les campanyes de l'Ateneu Obrer per protestar contra el tancament de les escoles racionalistes. Però poc després es decidí pel liberalisme contrari a l'autonomisme republicà.
Fou alcalde de Barcelona del 1916 al 1917, i el 1919 un dels fundadors de la Unión Monárquica Nacional amb Alfons Sala i Argemí.
Fou elegit diputat pel districte de Vilademuls a les eleccions generals espanyoles de 1920 i pel de Sort a les eleccions generals espanyoles de 1923.
Durant la Dictadura de Primo de Rivera fou un membre destacat en la Fira de Mostres de Barcelona.